# Adam Ratyniec

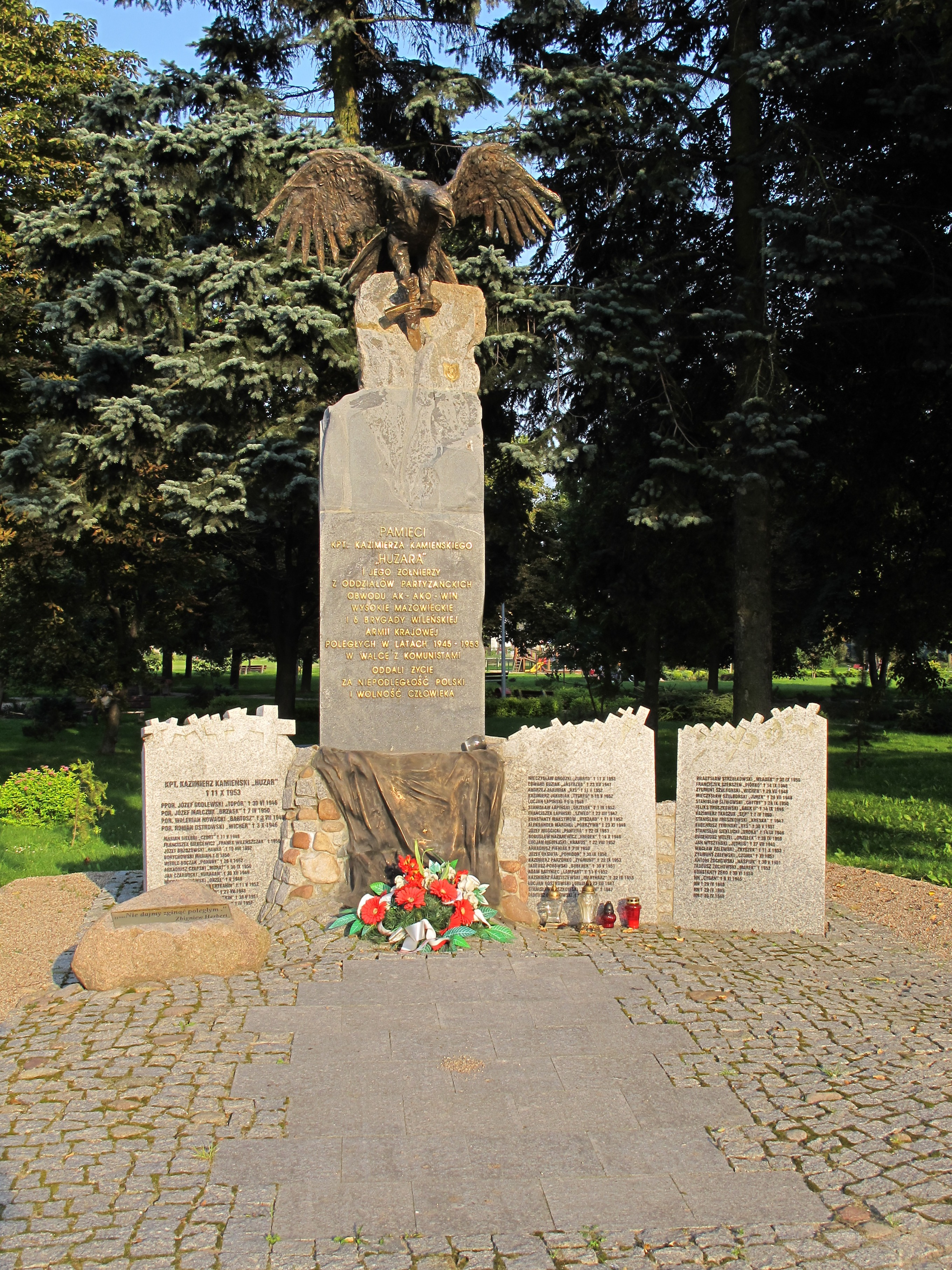
Pomnik poświęcony Kazimierzowi Kamieńskiemu i żołnierzom 6 Brygady Wileńskiej w Wysokiem Mazowieckim. Wśród żołnierzy wymieniony jest również Adam Ratyniec

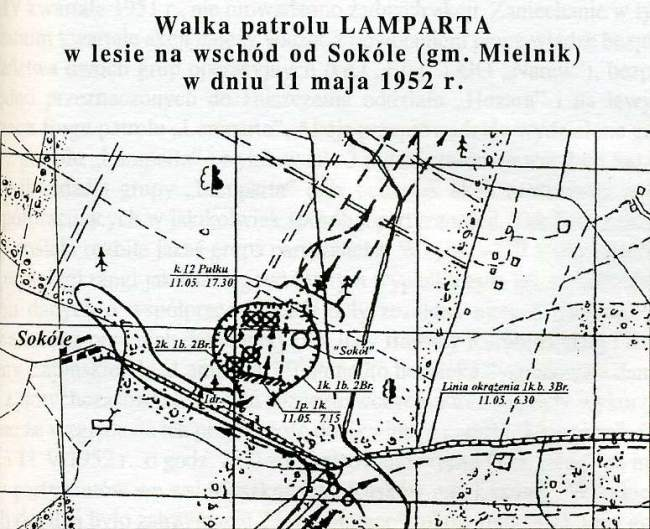
Opis akcji operacyjnej przeprowadzonej przeciwko patrolowi „Lamparta” z bandy „Huzara”... Sztab operacji „Narew” 15 maja 1952 roku. Wysokie Mazowieckie. Załącznik Nr 1. CAW, sygn. 1580/75/1471.K.225

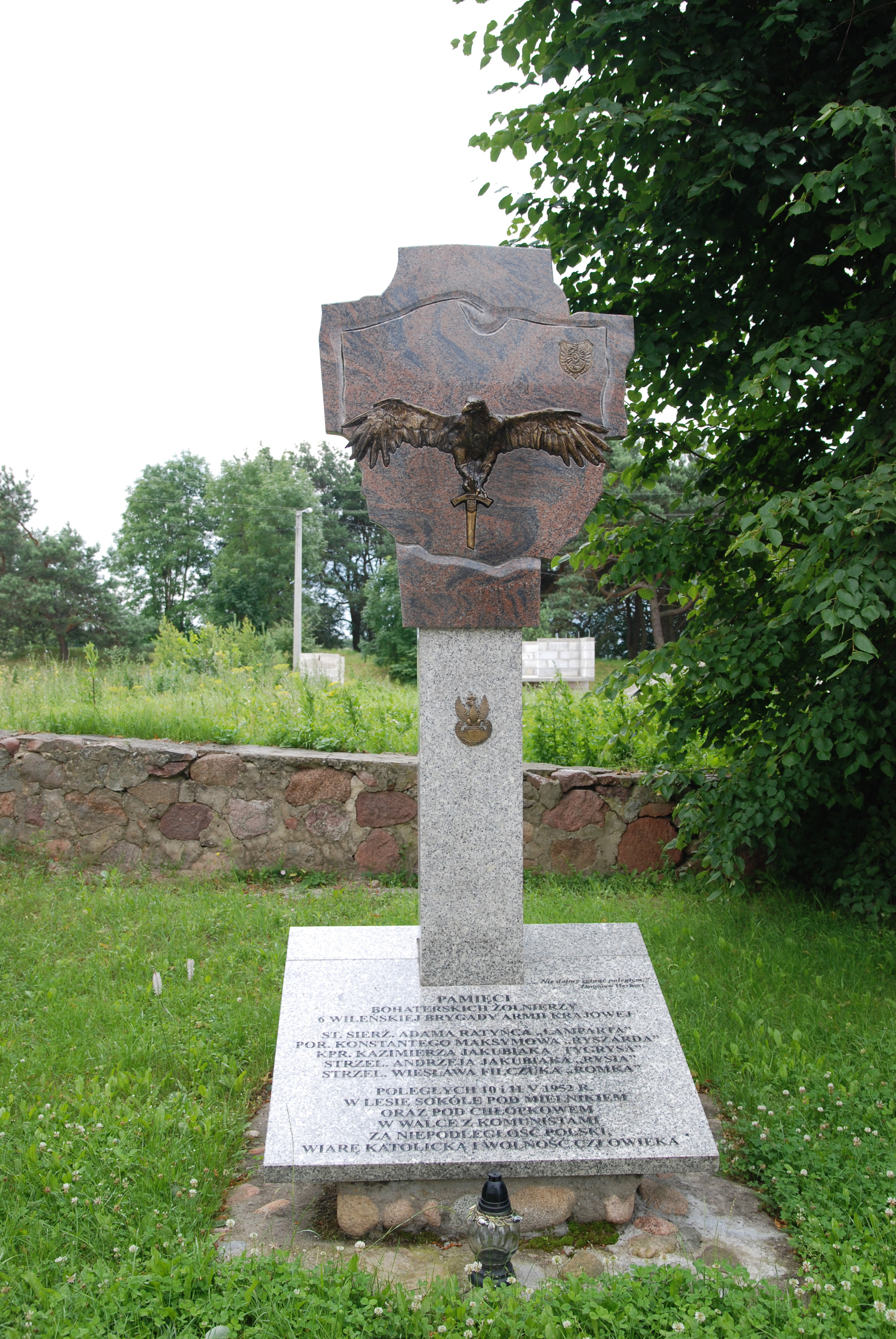
Pomnik poświęcony pamięci walk oddziału Adama Ratyńca „Lamparta” w Mielniku

Adam Ratyniec pseud. Lampart (ur. 1926, zm. 11 maja 1952 w Sokólu) – żołnierz Armii Krajowej, podoficer Zrzeszenia Wolność i Niezawisłość, starszy sierżant 6 Partyzanckiej Brygady Wileńskiej, dowódca patrolu tej Brygady, żołnierz wyklęty.

## Życiorys
W okresie okupacji niemieckiej służył w szeregach Armii Krajowej bądź Batalionów Chłopskich i dopiero po scaleniu stał się żołnierzem Obwodu AK Biała Podlaska. Początkowo należał do tzw. siatki terenowej, pod koniec wojny służył w słynnym lotnym oddziale
partyzanckim 34 pułku piechoty AK (wchodzącym w skład 9 Podlaskiej Dywizji Piechoty AK), dowodzonym przez por. Stefana Wyrzykowskiego „Zenona”. Po rozbrojeniu polskich oddziałów partyzanckich przez wkraczającą Armię Czerwoną i po rozpoczęciu aresztowań przez NKWD i UB Adam Ratyniec ukrywał się. Przyłączył się jako szeregowy do jednej z grup (wywodzących się z oddziałów „Zenona”), podejmujących próby samoobrony. Podczas akcji 29 czerwca 1945 roku na posterunek sowiecki w majątku Hruszniew został ciężko ranny. W trakcie leczenia na konspiracyjnej kwaterze został aresztowany. Pomimo straży wystawionej przez UB udało mu się uciec ze szpitala dzięki pomocy jednej z pielęgniarek. Powrócił do służby w oddziale WiN Konstantego Zacharczuka
„Jacka”. Uczestniczył w wielu akcjach bojowych. Nie ujawnił się po amnestii ogłoszonej w lutym 1947 roku przez komunistów po sfałszowanych wyborach.
Wstąpił do 6 Brygady Wileńskiej dowodzonej przez kpt. Władysława Łukasiuka „Młota”. W latach 1947–1948 służył w szwadronie tej Brygady, dowodzonym przez porucznika Waleriana Nowackiego „Bartosza”. Po rozbiciu znacznej części Brygady w lecie 1948 roku dostał przydział do oddziału kadrowego dowodzonego przez „Młota”. Po tragicznej śmierci „Młota” dowództwo po nim przejął Kazimierz Kamieński „Huzar”, który po reorganizacji patroli partyzanckich przeprowadzonej jesienią 1949 roku przydzielił „Lamparta” do oddziału por. Józefa Małczuka „Brzaska”, kierującego pracą konspiracyjną na całym lewobrzeżnym Podlasiu. „Lampart” uczestniczył w ostatniej walce tego bohaterskiego dowódcy, stoczonej 7 kwietnia 1950 roku pod Toczyskami Podbornymi. Zdołał wtedy wyprowadzić część oddziału z okrążenia. Po likwidacji przez UB kolejnego patrolu 6 Brygady Wileńskiej w boju 30 września 1950 roku w Borychowie, po kolejnej reorganizacji Brygady na lewym brzegu Bugu, dowództwo nad odtworzonym patrolem Brygady, któremu przydzielono ten właśnie teren, przypadło w październiku 1950 roku właśnie st. sierż. Adamowi Ratyńcowi „Lampartowi”. Operował on głównie w powiatach: siedleckim, sokołowskim i bialskim. Czasem pojawiał się także w powiecie bielskim, gdzie m.in. w styczniu 1951 roku, walcząc pod osobistym dowództwem kpt. „Huzara”, zwycięsko odparł atak obławy komunistycznej pod wsią Twarogi Lackie.
Patrol „Lamparta” liczył początkowo 4 żołnierzy. Byli to: sierżant Kazimierz Parzonko „Zygmunt”, kpr. Wacław Zalewski „Zbyszek” oraz kpr. Witold Białowąs „Litwin”. Wkrótce liczebność pododdziału zwiększyła się do 7 osób, a na przełomie 1951–1952 było w zespole już 9 żołnierzy. Byli to: kpr. Witold Białowąs „Litwin”, Kazimierz Jakubiak „Tygrys”, por. Konstanty Maksymow „Kostek”, „Ryszard”, „Porucznik”, Wiesław Filczuk „Amerykanin”, „Romek”, Andrzej Jakubiak „Ryś”, Marian Olejniuk „Sokół”, Władysław Kapłon „Krakowiak” oraz Henryk Ostapski „Poleszuk”, „Panek”.
Do ważniejszych akcji zrealizowanych przez oddział „Lamparta” w okresie od października 1950 roku do maja 1952 roku należały: zlikwidowanie nocą z 30 kwietnia na 1 maja 1951 roku dwóch członków PZPR organizujących placówkę ORMO w Zajęcznikach, rozbicie 1 października 1951 roku placówki ORMO w Moszczonej Pańskiej (zginęło wówczas trzech członków PZPR), likwidacja współpracującego z UB ormowca z Łysowa 6 stycznia 1952 roku.
Na skutek donosu sołtysa w Chłopkowie KBW i UB 10 maja 1952 roku ujęto kilka osób, które po torturach wyjawiły miejsce stacjonowania patrolu „Lamparta” w lesie Sokóle. Spowodowało to uruchomienie 11 maja 1952 roku olbrzymiej operacji przeciwpartyzanckiej z udziałem: 2 batalionu 8 pułku KBW, pododdziałów 1 batalionu 284 2 pułku KBW, 1 batalionu 3 Brygady KBW oraz kompanii 4 i 10 pułku KBW. Las Sokole, w którym obozowali partyzanci, został całkowicie obstawiony przez setki żołnierzy KBW i funkcjonariuszy UB. Ogromna liczba uczestniczących w operacji pozwalała na zastosowanie podwójnego pierścienia okrążenia, na wypadek, gdyby partyzantom udało się przerwać przez pierwszą linię.
Podczas walki w tym dniu polegli: st. sierż. Adam Ratyniec „Lampart”, por. Konstanty Maksymow „Ryszard”, Andrzej Jakubiak „Ryś” oraz Wiesław Filczuk „Amerykanin”, „Romek”. W ręce UB wpadł też ciężko ranny Witold Białowąs „Litwin”, zbyt wykrwawiony i słaby, by się dobić. Z okrążenia udało się przebić jedynie Marianowi Olejniukowi „Sokołowi”, który jednak również wkrótce zginął.
W ciągu najbliższych dni grupy operacyjne UB, dysponujące zeznaniami dwóch całkowicie załamanych śledztwem jeńców, aresztowały około 150 członków siatki terenowej patrolu „Lamparta”. W jednym z dokumentów szef PUBP w Siedlcach napisał: W czasie operacji wojskowej pododdział pod dowództwem «Lamparta» został zlikwidowany, (...) a poza tym w znacznej części zlikwidowana została siatka i melin bandy, które wskazane zostały przez ujętych bandytów.
Był to ostatni pododdział bojowy lewobrzeżnego Podlasia, odwołujący się do tradycji 6 Brygady Wileńskiej.

## Awanse
- kapral – przed 1948 rokiem
- sierżant – przed czerwcem 1949 roku
- starszy sierżant – przed październikiem 1950 roku

## Upamiętnienie
W Wysokiem Mazowieckiem odsłonięto pomnik upamiętniający Kazimierza Kamieńskiego, oficerów i żołnierzy 6 Wileńskiej Brygady. Wśród poległych wymieniony jest również Adam Ratyniec.
Fundacja „Pamiętamy" ufundowała odsłonięty 23 lipca 2006 roku w Mielniku nad Bugiem pomnik poświęcony pamięci patrolu st. sierż. Adama Ratyńca „Lamparta”. Napis na płycie głosi:
„Nie dajmy zginąć poległym” - Zbigniew Herbert
PAMIĘCI BOHATERSKICH ŻOŁNIERZY 6 WILEŃSKIEJ BRYGADY ARMII KRAJOWEJ
ST. SIERŻ. ADAMA RATYŃCA „LAMPARTA”
POR. ANTONIEGO MAKSYMOWA „RYSZARDA”
KPR. KAZIMIERZA JAKUBIAKA „TYGRYSA”
STRZEL. ANDRZEJA JAKUBIAKA „RYSIA”
STRZEL. WIESŁAWA FILCZUKA „ROMKA”
POLEGŁYCH 10 i 11 V 1952 r.
W LESIE SOKÓLE POD MIELNIKIEM
ORAZ POD CHŁOPKOWEM
W WALCE Z KOMUNISTAMI
ZA NIEPODLEGŁOŚĆ POLSKI
WIARĘ KATOLICKĄ I WOLNOŚĆ CZŁOWIEKA
Postanowieniem prezydenta RP Lecha Kaczyńskiego z 9 listopada 2007 roku „za wybitne zasługi dla niepodległości Rzeczypospolitej Polskiej” Adam Ratyniec został pośmiertnie odznaczony Krzyżem Komandorskim z Gwiazdą Orderu Odrodzenia Polski, a przekazanie orderu rodzinie odbyło się 11 listopada tego samego roku w czasie uroczystości z okazji Narodowego Święta Niepodległości.